# Nidelva
A Nidelva (vagy Nidelven) folyó Norvégia Sør-Trøndelag megyéjében. Az elv szó norvégul "folyó" jelentésű, tehát a név önmagában is tartalmazza a folyó megjelölést.  Nid néven is emlegetik. A folyóból származott Trondheim régi neve: Nidaros (azaz a Nid folyó torkolata).
A folyó a Selbusjøen (Trøndelag legnagyobb tava) nyugati végéből ered Brøttemnél, keresztülhalad Tilleren, majd végül Trondheim városánál ömlik a Trondheim-fjordba.
A folyó mentén hat vízerőmű működik. 
A Selbusjøent a Nea folyó táplálja.
A Nidről szól a "Nidelven Stille og Vakker du er" című dal ("Nidelven, milyen csendes vagy és szép").

## Fordítás
- Ez a szócikk részben vagy egészben  a   Nidelva című angol Wikipédia-szócikk fordításán alapul.  Az eredeti cikk szerkesztőit annak laptörténete sorolja fel. Ez a jelzés csupán a megfogalmazás eredetét és a szerzői jogokat jelzi, nem szolgál a cikkben szereplő információk forrásmegjelöléseként.